# 費德里科·梅納
費德里科·梅納-金特羅，墨西哥軟體設計師，為GNOME專案的共同發起人。

## 生平
就讀墨西哥国立自治大学時，於1997年與米格爾·德伊卡薩共同發起了GNOME專案。大學畢業後，他進入美國Red Hat公司工作。在Red Hat公司期間，他創作了GNOME Canvas，同時也是GIMP的維護者。

## 外部連結
- 費德里科·梅納個人首頁 （页面存档备份，存于）